# Pinóquio (anime de 1976)
Pinóquio (ピコリーノの冒険, Pikorīno no Bōken, "Piccolino no Bōken") é uma série de anime com 52 episódios criada pela Nippon Animation que estreou no Japão pela TV Asahi entre 27 de abril de 1976 até 31 de maio de 1977. A história foi baseada no romance "Pinóquio" do autor italiano Carlo Collodi. 
Em Portugal a série foi emitida pela RTP em 1982 na dobragem italiana e depois pela TVI na dobragem francesa com legendas em português, a série também foi transmitida na SIC.

## Enredo
Um velho carpinteiro chamado Gepeto vive só na companhia da sua gata Julieta e do Pica Pau Rocco. Certo dia constrói um boneco de madeira que ganha vida e da-lhe o nome de Pinóquio. Mas o boneco de madeira é desobediente, preguiçoso, caprichoso e não segue os conselhos da pata Gina. Pinóquio é muitas vezes interpelado pela Raposa e o Gato que tentam enganar o boneco e desviá-lo do caminho do bem. Cada vez que Pinóquio mente cresce-lhe o nariz.

## Comparação com a história original
- Os papéis da raposa e do gato cego foi ampliado e transformado em figuras "ruins, mas divertidas". Na maioria dos episódios da série, suas travessuras e o comportamento criminoso, muitas vezes são usados com a ingenuidade e bondade de Pinóquio, e praticamente gerado a maioria dos eventos da série.
- O papel do Grilo Falante, representa a consciência de Pinóquio, mas foi substituído por um patinho e um pica-pau.
- O papel da Fada com cabelo turquesa também foi ampliado e ela começa a resgatar Pinóquio do mal várias vezes enquanto ela se transforma em diversas formas, incluindo um pombo gigante.

## Personagens

### Seiyūs
- Pinóquio (Masako Nozawa)
- Gina a pata (Kazuko Sugiyama)
- Boro a raposa (Sanji Hase)
- Giulietta a gata (Miyoko Asou)
- Geppetto (Junji Chiba)
- Nymph (Mami Koyama)
- Rocco o pássaro (Kaneta Kimotsuki)
- Dora a gata (Ichirô Nagai)

### Dobragem Portuguesa
- Pinóquio (Peter Michael)
- Gina (Sandra de Castro)
- Rocco (Peter Michael)
- Gepeto (Carlos Alberto Macedo)
- Julieta (Sandra de Castro)
- Raposa (Peter Michael)
- Gato (Rui de Sá)[1]

## Lançamento regional
O DVD no Japão na Região 2 foi produzido e lançado em 2005 pela Amazon Japonesa. 
Em 1999 a Prisvideo em Portugal lançou VHS's com vários episódios da série que também foram lançados em DVD, todos com dobragem portuguesa.